# Hilal (Mondsichel)
Hilal (arabisch هلال, DMG hilāl ‚Mondsichel‘) bezeichnet im Arabischen die schmale Sichel des zunehmenden Mondes unmittelbar nach dem Neumond. In stilisierter Form – gemeinhin als „Halbmond“ bezeichnet – hat sie sich zu einem der bedeutendsten Symbole des Islams entwickelt. Der Halbmond erscheint heute auf zahlreichen Flaggen von Staaten, Territorien und Organisationen, in denen der Islam eine prägende Rolle spielt.

## Geschichte des Symbols

Hilal und fünfzackiger Stern – Ursprünglich ein Symbol des Hauses Osman, das von Osman I. gegründet wurde. Astronomisch gesehen ist diese Darstellung nicht korrekt, da die Sichel des zunehmenden Mondes von der Nordhalbkugel der Erde aus gesehen nach links statt nach rechts geöffnet ist, und weil die scheinbaren Spitzen des beleuchteten Teils des Mondes immer nur um 180° auf seinem Umfang auseinander liegen können.

Im vorislamischen Arabien bezeichnete Hilal sowohl den Mondgott des Volkes der Thamud als auch die ganz schmale Mondsichel, wenn sie nach dem Neumond erstmals sichtbar wird.
In der persischen und sassanidischen Kunst fand das Symbol Verwendung auf Münzen. In die islamische Kunst wurde die Mondsichel als dekoratives Element übernommen. Beim Bau des Felsendomes in Jerusalem fand die Sichel Verwendung in Mosaiken. Auch islamische Münzen verwendeten das Motiv. Im religiösen Bereich fand das Symbol Verwendung als Abschlussmotiv von Minaretten oder auf Darstellungen der Kaaba.
Als Mondsichel mit einem Stern auf rotem Grund wurde das Symbol zu Beginn des 19. Jahrhunderts als Flagge der osmanischen Armee eingeführt. Während der vergangenen zwei Jahrhunderte entwickelte sich die Mondsichel in muslimischen Ländern zu einem bedeutenden Symbol und fand Einzug in die Heraldik zahlreicher islamischer Staaten. Zudem ist er – analog zum Internationalen Roten Kreuz – das Zeichen des Internationalen Roten Halbmonds. Auch Organisationen, deren Lehren relativ stark von denen des orthodoxen Islam abweichen, wie beispielsweise die Nation of Islam („Black Muslims“) in den USA, verwenden das Symbol.

## Bedeutung im Islam
Das Islamische Jahr richtet sich ausschließlich nach dem Mondkalender. Zahlreiche religiöse Feste und andere Termine hängen mit dem Erscheinen des neuen Mondes zusammen. So beginnt auch der Fastenmonat Ramadan erst mit dem Erscheinen der Mondsichel. Dieses Ereignis musste in der sunnitischen Welt von mehreren Zeugen gemeldet werden. Aufgrund meteorologischer Bedingungen konnte es zu Verschiebungen kommen. Religiöse Autoritäten konnten nach einer festgelegten Zeit auf Basis astronomischer Berechnungen den Beginn des Ramadans erklären, ohne dass der Mond gesichtet wurde. Ein anderes wichtiges Ereignis, das durch die Sichtung des Neumonds bestimmt wird, ist beispielsweise der Beginn des Pilgermonats Dhū l-Hiddscha.

## Fundstellen im Koran und Mondsichtung
Der Hilal wird in zahlreichen Stellen im Koran erwähnt, beispielsweise in Sure 2 Elbakara Vers 189:

„Sie fragen dich nach den Jungmonden. Sag: Sie sind festgesetzte Zeiten für die Menschen und für die Pilgerfahrt. Und nicht darin besteht die Frömmigkeit, daß ihr von der Rückseite in die Häuser kommt. Frömmigkeit besteht vielmehr darin, daß man gottesfürchtig ist. So kommt durch die Türen in die Häuser und fürchtet Allah, auf daß es euch wohl ergehen möge!“

Eine andere in diesem Zusammenhang relevante Passage, in der allerdings der Begriff nicht vorkommt, ist der Vers 183–184 in der gleichen Sure, in der die Bedeutung des Fastens betont wird und zwar für bestimmte (wörtlich: abgezählte) Tage:

„183: O die ihr glaubt, vorgeschrieben ist euch das Fasten, so wie es denjenigen vor euch vorgeschrieben war, auf daß ihr gottesfürchtig werden möget. 
184: (Vorgeschrieben ist es euch) an bestimmten Tagen. [...]“

Über die Frage, ob der Jahresverlauf auch durch Berechnung (hisāb) bestimmt werden könne, gibt es einen Dissens innerhalb der islamischen Gemeinschaft. Während dieses Verfahren von einer großen Mehrheit der Sunniten und den Zwölfer-Schiiten abgelehnt wird, haben andere Gruppen wie die Ismailiten dieses Verfahren weitgehend akzeptiert. Als Argument für die Berechnung wird der Begriff „ayaman maʿdūdāt“ (in etwa: „abgezählte Tage“) angeführt, welcher in der oben genannten Sure verwendet wird. Die Gegner dieser Ansicht führen jedoch eine authentische Überlieferung an, in der Muhammad davon sprach, das Fasten nur dann zu beginnen und zu beenden (also jeweils zum Beginn und Ende des Ramadans), wenn der Mond tatsächlich gesichtet wurde. Islamrechtliche Fragen zur Mondsichtung werden nach wie vor durch verschiedene Gruppen unterschiedlich beurteilt. Die Zwölfer-Schiiten jedoch halten streng am Prinzip der Sichtung fest (strenger als die Sunniten) und lehnen die Berechnung der Mondphasen kategorisch ab.

## Liste der Flaggen mit Hilal
Aktuell existente, anerkannte, souveräne Staaten

Algerien
Aserbaidschan
Brunei
Komoren
Libyen
Malaysia
Malediven
Mauretanien
Pakistan
Singapur
Tunesien
Türkei
Turkmenistan
Usbekistan

Teilgebiete aktuell existenter, anerkannter, souveräner Staaten

Kokosinseln (Australien)
Anjouan (Komoren) bis 2012
Anjouan seit 2012
Johor (Malaysia)
Kedah (Malaysia)
Kelantan (Malaysia)
Selangor (Malaysia)
Terengganu (Malaysia)
Karakalpakistan (Usbekistan)
Umm al-Qaiwain (Vereinigte Arabische Emirate)

Aktuell existente, nicht allgemein anerkannte Staaten

Demokratische Arabische Republik Sahara
Türkische Republik Nordzypern

Flaggen historischer Staaten und Territorien

Eyâlet Ägypten (1517–1882)
Khedivat Ägypten (1882–1914)
Sultanat Ägypten (1914–1922; nach der persönlichen Standarte Muhammad Ali Paschas)
Ägyptische Revolutionsfahne (1919)
Königreich Ägypten (1922–1953)
Ägyptische Revolutionsfahne (1952)
Westherzegowinische Kriegsflagge (1760)
Bosnien und Herzegowina (1831–1832, 1878)
Vilâyet Tripolitanien (1864–1911)
Kyrenaika (1949–1951; nach dem Banner des Senussi-Ordens)
Königreich Libyen (1951–1969)
Standarte des libyschen Königs Idris
Flagge des Osmanischen Admirals (ca. 1326)
Seekriegsflagge des Osmanischen Reichs (1453–1517) und Flagge des Osmanischen Reiches (1453–1517)
Kriegsflagge des Osmanischen Reiches (ca. 1500–1793)
Kriegsflagge des Osmanischen Reiches (1517–1793)
Seekriegsflagge de Osmanischen Reichs (1513–1793)
Osmanisches Reich (1517–1844)
Osmanisches Reich (1844–1923)
Provisorische Regierung Westthrakien (1913)
Republik Hatay (1938–1939)
Völkerbundmandat für Syrien und Libanon (1920–1922)
Französisch-Tunesien (1881–1956)
Protektorat von Südarabien (1959)
Südarabische Föderation (1962 und 1967)
Königreich Kurdistan (Oktober 1922 bis Juli 1924)
Südwest-Kaukasische Republik (1918–1920)
Fur-Sultanat (18.–19. Jahrhundert)
Emirat von Dschebel Schammar (1836–1921)
Fürstentum Moldau (1346–1859)
Fürstentum Walachei (1310–1861)
Khanat der Krim (1449–1783)
Königreich Tlemcen (1235–1338, 1488–1556)
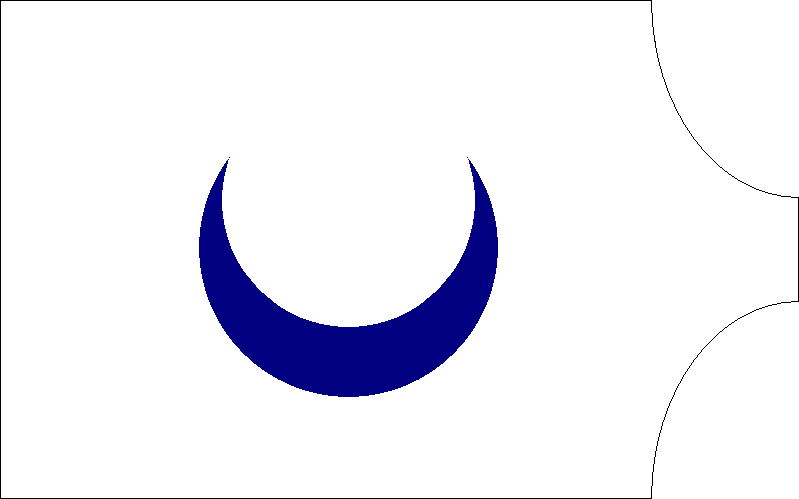
Königreich Tlemcen (1338–1488)
Hafsiden (ca. 15. Jahrhundert)
Sultanat Fadli (1670–1967)
Emirat Beihan (ca. 17. Jahrhundert-1967)
Wahidi Balhaf (ca. 1640–1967)
Emirat Dhala (ca. 15. Jahrhundert-1967)
Autonome Republik Aserbaidschan (1945–1946)
2. Republik Ostturkestan (1944–1949)
Bahawalpur (1885–1945)
Bahawalpur (1945–1955)
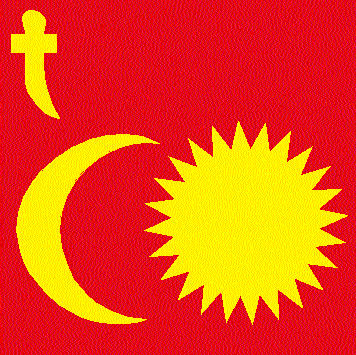
Barwani
Kalat
Janjira
Regentschaft Algier
Republik Suvadiva (1959–1969)
Mahra (1549–1967)
Arabische Islamische Republik (1974)
Emirat Diriyah (erster Saudischer Staat) (1744–1818)
Rif-Republik (1921–1926)
Khanat Chiwa (1511–1920)
Basmatschi (1921–1924)
Goldene Horde (ca. 1240–1502)
Autonome Alaş (1917–1920)
Autonome Kokand (1917–1918)
Volksrepublik Buchara (1920–1924)
Emirat Buchara (1599–1920)
Sultanat von Aceh (1511–1903)

Sonstige Flaggen und Logos

Arabische Liga
Indian Union Muslim League
Roter Halbmond
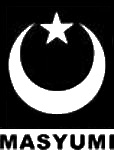
Masyumi-Partei (Indonesien)
Nation of Islam (USA)
Turkmenen des Irak und Turkmenenfront des Irak
Alternative Flagge der irakischen Turkmenen und der Turkmenenfront
Union des Arabischen Maghreb
Flaggenvorschlag für den post-baathistischen Irak aus dem Jahr 2004
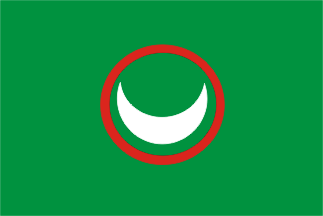
Westsomalische Befreiungsfront Äthiopiens (Ogaden)
Deutsch-Türken (inoffiziell)
Unabhängigkeits-bewegung von Aceh (Indonesien)
Separatisten in Riau (Indonesien)
Xinjiang
İBDA-C
Tatarisches Zentrum
Minderheitenflagge der turkstämmigen Belarus-Tataren
Sandžak-Bosnier
Sanxhak-Albaner